# کیت کپشا
کاتلین سو اسپیلبرگ (به انگلیسی: Kathleen Sue Spielberg؛ زادهٔ ۳ نوامبر ۱۹۵۳) که با نام کیت کپشا شناخته می‌شود، بازیگر آمریکایی است. او بیشتر برای بازی در فیلم ایندیانا جونز و معبد مرگ (۱۹۸۴) در نقش ویلی اسکات شناخته شده‌است. او در طول تولید این فیلم با کارگردان فیلم استیون اسپیلبرگ آشنا شد که بعدها با هم ازدواج کردند.
او در فیلم‌های انگیزه عدالت، هشداردهنده و رابطه عاشقانه هم بازی کرده‌است.